# Maximilien Luce

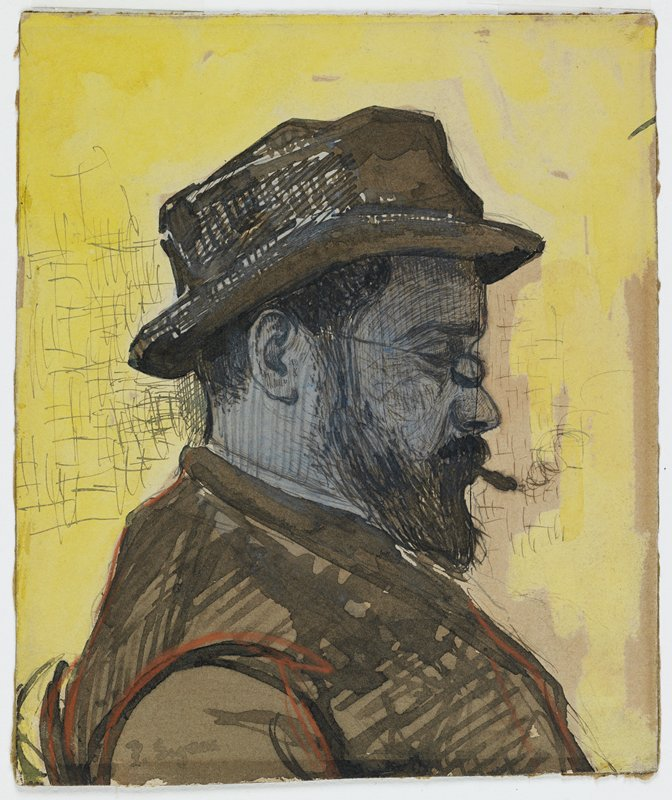
Porträt des Maximilien Luce von Paul Signac (etwa 1890)

Maximilien Jules Luce (* 13. März 1858 in Paris; † 6. Februar 1941 ebenda) war ein französischer Maler des Spätimpressionismus.

## Leben
Maximilien Luce begann zunächst eine Ausbildung als Radierer, bildete sich dann in dem Atelier der freien Pariser Malschule Académie Suisse und setzte anschließend sein Studium der Malerei bei Eugène Froment fort. Hier lernte er die Maler Léo Gausson und Emile Cavallo-Peduzzi kennen. Zusammen mit Lucien Pissarro, dem Sohn des Malers Camille Pissarro, gründeten sie in Lagny die Künstlergruppe Groupe de Lagny. Gemeinsam setzten sie sich mit den Farbtheorien von Georges Seurat auseinander und führten dessen Technik der Farbtrennung fort. Neben Seurat gehörte vor allem Camille Corot zu den künstlerischen Vorbildern von Luce. Neben zahlreichen Landschaften entstanden ab 1887 auch zunehmend Porträts. Das erhaltene Œuvre des Künstlers umfasst 4200 Gemälde und etwa 3000 Zeichnungen.

## Literatur

Werke von Maximilien Luce
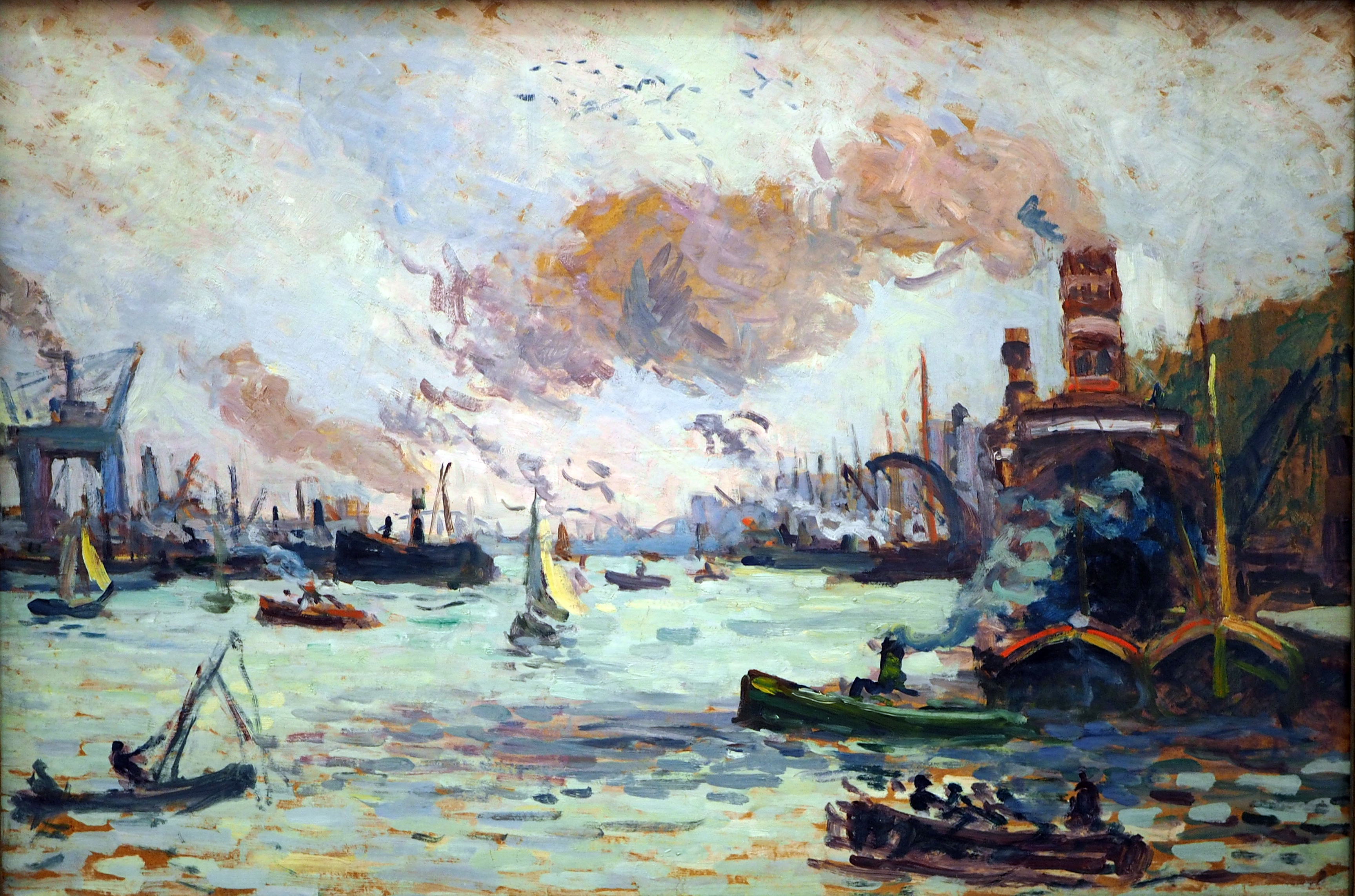
Der Hafen von Rotterdam (etwa 1907/1908) Niedersächsisches Landesmuseum Hannover
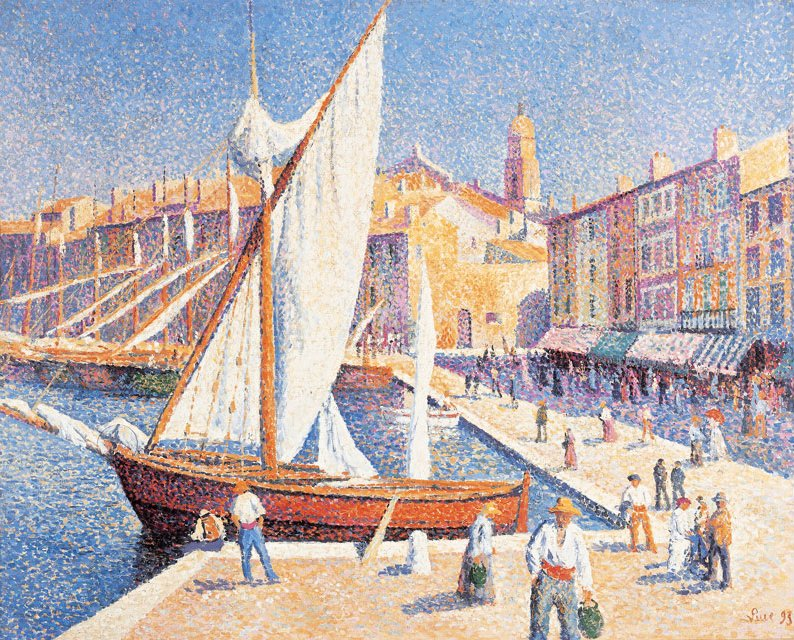
Der Hafen von Saint-Tropez
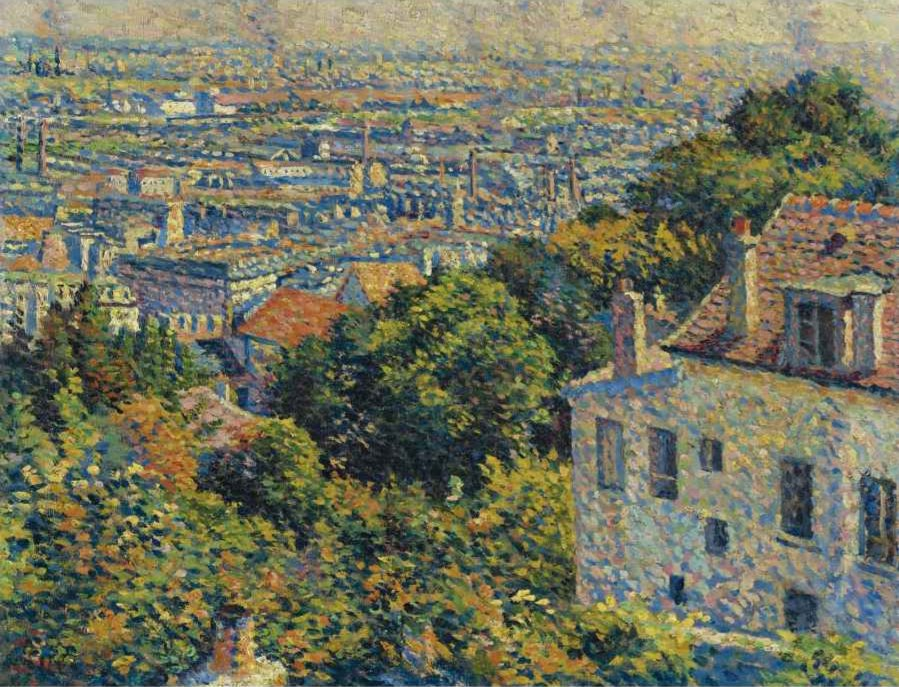
Montmartre, rue Cortot
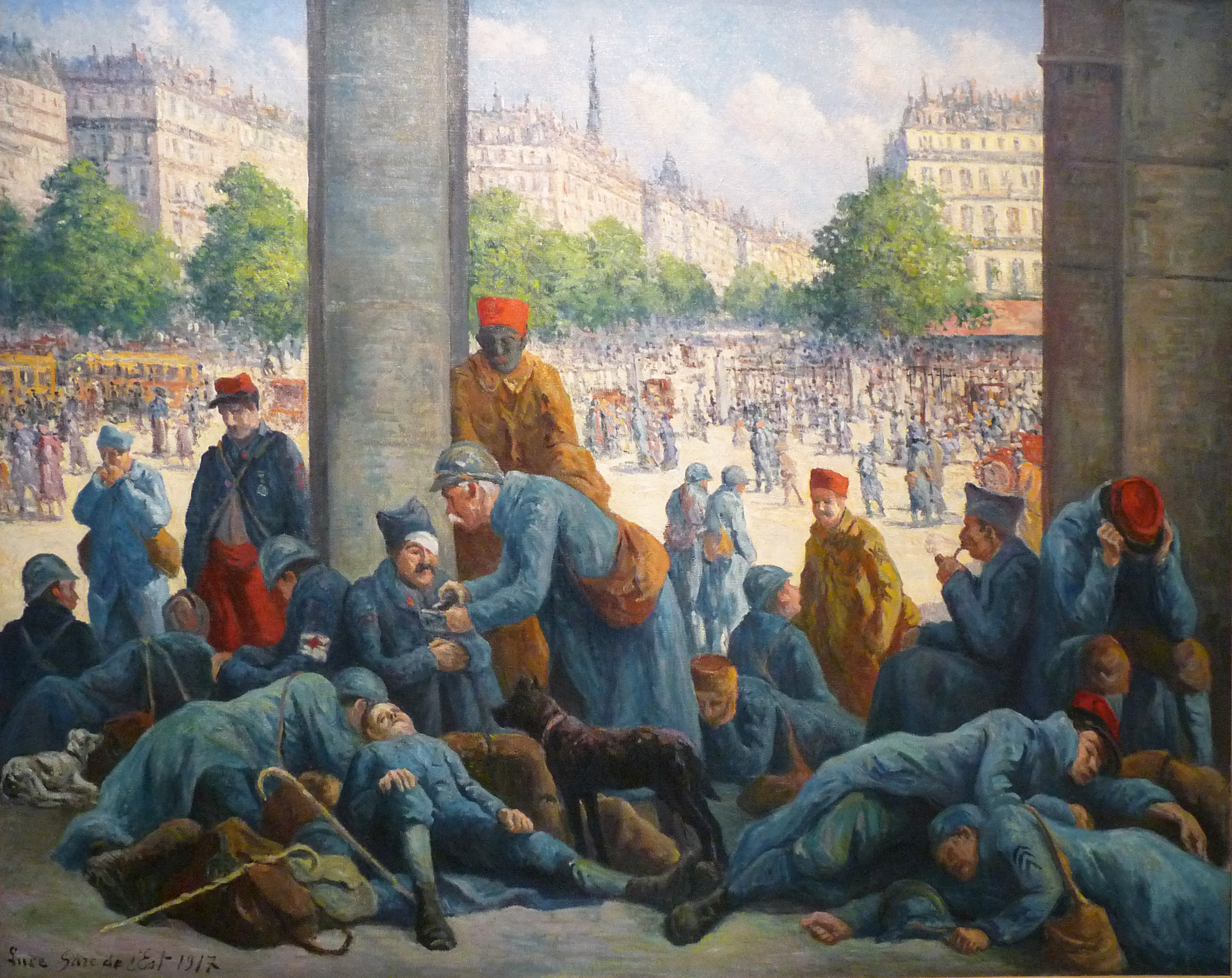
Paris Ost-Bahnhof, 1917, Musée de l’Armée
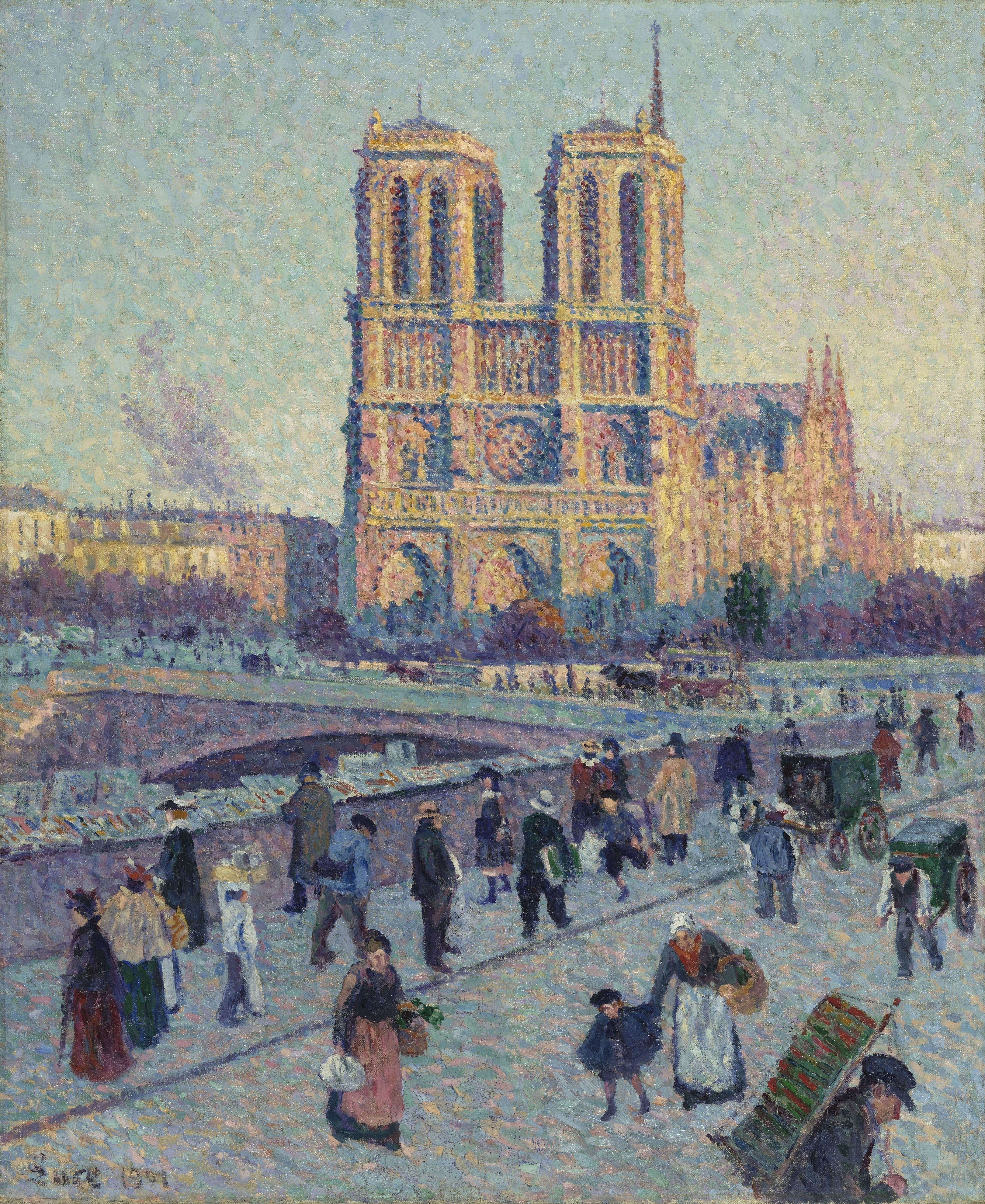
Quai Saint-Michel und Notre-Dame (1901)